# Hästskoholmen
Hästskoholmen är ett kommunalt naturreservat i Munkfors kommun i Värmlands län.
Området är naturskyddat sedan 2007 och är 2 hektar stort. Reservatet omfattar en ö i Klarälven och en liten bit av fastland. Reservatet består av älvstränder, parkmiljö, lövlund och tallhed 